# Monako na Letnich Igrzyskach Olimpijskich 1964
Monako na Letnich Igrzyskach Olimpijskich 1964 w Tokio reprezentował jeden zawodnik. Nie zdobył żadnego medalu.
Był to ósmy start reprezentacji Monako na letnich igrzyskach olimpijskich.

## Podnoszenie ciężarów
Mężczyźni
| Konkurencja      | Zawodnik       | Military press | Military press | Rwanie   | Rwanie  | Podrzut  | Podrzut | Klasyfikacja końcowa |
| Konkurencja      | Zawodnik       | Cięzar         | Miejsce        | Cięzar   | Miejsce | Cięzar   | Miejsce | Klasyfikacja końcowa |
| ---------------- | -------------- | -------------- | -------------- | -------- | ------- | -------- | ------- | -------------------- |
| Waga lekkociężka | René Battaglia | 127,5 kg       | 15.            | 115,0 kg | 19.     | 165,0 kg | 11.     | 16. miejsce          |